# Harry Spanjer
Harry Spanjer (Grand Rapids, 9 de janeiro de 1873 – São Petersburgo, 16 de julho de 1958) foi um boxeador estadunidense, campeão olímpico.

## Carreira
Spanjer conquistou a medalha de ouro nos Jogos Olímpicos de Verão de 1904 em St. Louis, após derrotar Jack Egan na categoria peso leve e consagrar-se campeão. Na mesma edição, conseguiu a prata em disputa com o também estadunidense Albert Young no peso meio-médio.